# Nome árabe

A tughra (assinatura estilizada) do Sultão do Império Otomano. Influenciado pela cultura árabe, governantes Otomanos estilizaram seus nomes do modo árabe, como mostrado nessa assinatura

Nomes árabes clássicos são baseados num longo sistema de nomeação; a maioria dos árabes não tem simplesmente um prenome/nome do meio/sobrenome, mas uma cadeia de nomes. Este sistema está em uso através do mundo árabe. Talvez por causa da importância da língua árabe no Islã, a grande maioria dos Muçulmanos do mundo usa nomes árabes (ism), mas não é comum fora do mundo árabe empregar as convenções de nomeação completas descritas abaixo.

## Estrutura do nome árabe

### Isme
O nome principal de uma pessoas árabe é o isme (em árabe: اسم; romaniz.: ism), seu nome pessoal (por exemplo "Carim" ou "Fátima"). A maioria dos nomes árabes são originalmente palavras árabes com um significado, geralmente sinalizando o bom caráter da pessoa. Carim significa "generoso", Mamude significa "louvável", e ambas palavras são utilizadas como adjetivos e substantivos na língua padrão.

### Cúnia
Geralmente, uma cúnia (em árabe: كنية; romaniz.: kunya) se refere ao primogênito da pessoa e é usado como um substituto para o isme: por exemplo, أبو كريم "Abu Carim" para o "pai de Carim", e أم كريم "Um Carim", "mãe de Carim". A cúnia precede o isme, quando não o substitui.

### Náçabe
O náçabe (em árabe: نسب; romaniz.: nasab) é um patronímico ou uma série de patronímicos. Ele indica a ascendência da pessoa pela palavra ابن ibn (por vezes bin) que significa "filho", e binte, "filha". Então ابن خلدون ibne Caldune significa "filho de Caldune" (Caldune é o isme do pai, ou nome próprio). Vários náçabes podem seguir em uma corrente, para traçar a ascendência através dos tempos. Isso era importante nos tempos da sociedade tribal na Arábia antiga, tanto para o propósito de identificação quanto para interação social e política.

### Lacabe
O lacabe (em árabe: لقب; romaniz.: laqab) se destina a descrição da pessoa. Então, por exemplo, no nome do famoso califa abássida Harune Arraxide (descrito nas Mil e uma noites), Harune é a forma Árabe do nome Aarão, e "Arraxide" significa "o justo" ou "o bem-guiado".

### Nisba
A nisba (نسبة) descreve a ocupação da pessoa, localização geográfica da casa, ou descendência (tribo,  família, etc.). Irá seguir a família através de varias gerações, e é, por exemplo, comum de achar pessoas com o nome al-miṣrī ("o Egípcio" ou "do Egito") em vários lugares no Oriente Médio, apesar do fato que suas famílias tenham saído do Egito há várias gerações. A nisba, entre os componentes do nome árabe, talvez seja a que mais pareça com o sobrenome do Ocidente.

## Exemplo
ابو كريم محمد الجميل بن نضال بن عبد العزيز الفلسطيني
Abu Karim Muhammad al-Jamil ibn Nidal ibn Abdulaziz al-Filistini
"ʼabū karīmi muHammadu-l-jamīlu-bnu niDāli-bni ʻabdi-l-ʻazīzi-l-filisTīnī"
Isso significa, traduzindo:
"Pai de Carim, Maomé, o belo, filho de Nidal, filho de Abdalazize, o Palestino"
(karim significa generoso, muhammad significa louvável, jamīl significa belo; azīz significa Magnificente, e este é um dos nomes de Deus no Corão.
Abu Carim é uma cúnia, Maomé é o nome próprio da pessoa (isme), Aljamil é a lacabe, Nidal é o seu pai (um náçabe), Abdalazize é seu avô (segunda geração náçabe) e "Alfilistini" é sua família nisba. Normalmente, esta pessoa iria ser referida apenas como  "Maomé" ou "Abu Carim", mas isso significa respeito ou especificar qual Maomé nós estamos falando (nominalmente, o belo filho de Nidal e neto de Abdalazize), o nome pode ser do tamanho acima, sendo estendido o necessário ou desejado.